# Hugo Andersson
Per Emil Hugo Andersson (Skurup, 1º gennaio 1999) è un calciatore svedese, difensore dell'IFK Värnamo.

## Carriera

### Club
Cresciuto nel settore giovanile del Malmö FF, ha esordito in prima squadra il 20 maggio 2018 in occasione dell'incontro di Allsvenskan vinto 2-0 contro l'Häcken. Ha realizzato la sua prima rete con la squadra e contestualmente in campionato il 18 agosto successivo nella vittoria per 3-0 contro il Trelleborg. Non trovando spazio nella formazione, negli anni seguenti è stato ceduto in prestito a Trelleborg ed IFK Värnamo in Superettan e all'Hobro in 1. Division, la seconda divisione danese. Il 29 gennaio 2022 è stato acquistato a titolo definitivo dal Randers, club militante in Superligaen, con cui ha firmato un contratto triennale.

### Nazionale
Ha rappresentato le nazionali giovanili svedesi.

## Statistiche

### Presenze e reti nei club
Statistiche aggiornate al 6 dicembre 2022.
| Stagione        | Squadra         | Campionato      | Campionato | Campionato | Coppe nazionali | Coppe nazionali | Coppe nazionali | Coppe continentali | Coppe continentali | Coppe continentali | Altre coppe | Altre coppe | Altre coppe | Totale | Totale |
| Stagione        | Squadra         | Comp            | Pres       | Reti       | Comp            | Pres            | Reti            | Comp               | Pres               | Reti               | Comp        | Pres        | Reti        | Pres   | Reti   |
| --------------- | --------------- | --------------- | ---------- | ---------- | --------------- | --------------- | --------------- | ------------------ | ------------------ | ------------------ | ----------- | ----------- | ----------- | ------ | ------ |
| 2018            | Malmö FF        | A               | 4          | 1          | CS              | 1               | 0               | UCL+UEL            | 0                  | 0                  |             | -           | -           | 5      | 1      |
| feb. 2019       | Malmö FF        | A               | -          | -          | CS              | 1               | 0               | UEL                | -                  | -                  |             | -           | -           | 1      | 0      |
| Totale Malmö FF | Totale Malmö FF | Totale Malmö FF | 4          | 1          |                 | 2               | 0               |                    | 0                  | 0                  |             | -           | -           | 6      | 1      |
| feb.-nov. 2019  | Trelleborg      | S1              | 27         | 0          |                 | -               | -               |                    | -                  | -                  |             | -           | -           | 27     | 0      |
| 2020-2021       | Hobro           | 1D              | 21+10      | 2+3        | CD              | 2               | 1               |                    | -                  | -                  |             | -           | -           | 33     | 6      |
| ago.-nov. 2021  | IFK Värnamo     | S1              | 14         | 0          | CS              | 1               | 0               |                    | -                  | -                  |             | -           | -           | 15     | 0      |
| gen.-giu. 2022  | Randers         | SL              | 1+8        | 0          | CD              | -               | -               | UEL+UECL           | 0                  | 0                  |             | -           | -           | 9      | 0      |
| 2022-2023       | Randers         | SL              | 15         | 3          | CD              | 1               | 0               |                    | -                  | -                  |             | -           | -           | 16     | 3      |
| Totale Randers  | Totale Randers  | Totale Randers  | 16+8       | 3+0        |                 | 1               | 0               |                    | -                  | -                  |             | -           | -           | 25     | 3      |
| Totale carriera | Totale carriera | Totale carriera | 100        | 9          |                 | 6               | 1               |                    | 0                  | 0                  |             | -           | -           | 106    | 10     |

## Palmarès

### Club

#### Competizioni nazionali
- Superettan: 1

IFK Värnamo: 2021